# 枡田絵理奈のTBSチャンネルガイド
『枡田絵理奈のTBSチャンネルガイド』（ますだ えりなのティービーエス・チャンネルガイド）とは、TBSテレビが運営するCS衛星放送・TBSチャンネルの番組宣伝番組である。無料放送。2009年3月16日から2012年3月18日まで3年間放送された。

## 概要
- 出水麻衣の後任として枡田絵理奈（いずれもTBSアナウンサー、枡田は当時）がナビゲーターを務める。2009年3月16日更新の「2009年4月号」より開始された。原則毎月16日に翌月分の内容に更新。
- 前代までの内容を踏襲する形で、「チャンネルニュース」と「おすすめ番組ガイド」の2部構成（10分ずつ）である。2本セットが原則だが、時間帯により「チャンネルニュース」のみ放送される場合がある。
- 前代の番組では「チャンネルニュース」では動物の被り物風の衣装、「おすすめ番組ガイド」では季節に応じたコスプレ（但し、出水の途中からはコスプレをやめて普通の衣装だった）で登場していたが、当番組ではコスプレ系はなく、「チャンネルニュース」ではニュース番組のキャスター風に、「おすすめ番組ガイド」ではカジュアルな衣装で枡田が登場し、それぞれ翌月の注目の番組を紹介する。
- TBSチャンネルのステーションロゴが2009年10月1日に変更されたことに伴い、「2009年10月号」はそれぞれ旧ロゴ、新ロゴの2バージョンが制作された。
- 2012年2月16日更新の「おすすめ番組ガイド2012年3月号」で、番組終了を発表した。2012年3月18日を以って放送を終了。後継番組は江藤愛アナウンサーが担当する『江藤愛のTBSチャンネルウィークリーナビ!』。

## 前代の番組
- 小林麻耶のTBSチャンネルガイド
- 出水麻衣のTBSチャンネルガイド

| TBSチャンネル 番組宣伝番組枠                                     | TBSチャンネル 番組宣伝番組枠                                      | TBSチャンネル 番組宣伝番組枠                                       |
| 前番組                                                           | 番組名                                                            | 次番組                                                             |
| ---------------------------------------------------------------- | ----------------------------------------------------------------- | ------------------------------------------------------------------ |
| 出水麻衣のTBSチャンネルガイド （2006年10月16日 - 2009年3月15日） | 枡田絵理奈のTBSチャンネルガイド （2009年3月16日 - 2012年3月18日） | 江藤愛のTBSチャンネルウィークリーナビ! （2012年3月19日 - 9月24日） |